# From Sea to Shining Sea
From Sea to Shining Sea es uno de los tantos álbumes conceptuales del cantante country Johnny Cash. Lanzado en 1968 bajo el sello disquero Columbia, este álbum tiene canciones acerca del mar, es, por tanto, muy diferente a anteriores álbumes conceptuales de Cash, que usualmente han girado alrededor de la cultura norteamericana como Bitter Tears: Ballads of the American Indian o Sings the Ballads of the True West. Todas las canciones fueron escritas por Cash y ninguna salió como sencillo.

## Canciones
1. From Sea to Shining Sea – 1:38
2. The Whirl and the Suck – 3:07
3. Call Daddy from the Mines – 3:03
4. The Frozen Four Hundred Pound Fair to Middlin' Cotton Picker – 2:32
5. Cisco Clifton's Filling Station – 2:42
6. The Masterpiece – 2:47
7. You and Tennessee – 3:08
8. Another Song to Sing – 2:00
9. The Flint Arrowhead – 2:56
10. Shrimpin' Sailin' – 3:06
11. The Walls of a Prison – 4:01

## Personal
- Johnny Cash - Vocalista
- Carl Perkins - Guitarra
- Luther Perkins - Guitarra
- Bob Johnson - Guitarra, Banjo y Dobro
- Norman Blake - Dobro
- Marshall Grant - Bajo
- W.S. Holland - Percusión
- Charlie McCoy - Armónica
- The Carter Family - Coro